# Peter Schildhammer
Peter Schildhammer (* 3. Januar 1988 in Linz) ist ein ehemaliger österreichischer Handballspieler. Mittlerweile ist er als Handballtrainer tätig.

## Karriere

### Als Spieler
Peter Schildhammer begann seine Karriere in der Jugend  bei der SG Linz/Neue Heimat. Im selben Verein stieg er 2006 in den Kader der unter 21 sowie der HLA Kampfmannschaft auf. 2010 wechselte er aufgrund seines Juristik-Studiums nach Wien, wo er bei den Aon Fivers Margareten unter Vertrag genommen wurde. 2011 spielt der 1,94 Meter große Rückraumspieler hauptsächlich bei den Perchtoldsdorfer Devils für welche er eine Doppelspielberechtigung hatte. Mit der Saison 2012/13 wechselte Peter Schildhammer gemeinsam mit Simon Hahn zum Bundesligisten St. Pölten. Nachdem er in der Bundesliga-Saison 2011/12 und 2012/13 im Grunddurchgang Torschützenkönig wurde, bekam er einen Zweijahresvertrag von Union Leoben, und spielt damit wieder in der Handball Liga Austria. Nach auslaufen seines Vertrages wechselte der Oberösterreicher wieder zurück zu Union St. Pölten. Am 14. April 2018 erzielte er 19 Tore gegen die Union Sparkasse Korneuburg und trug somit maßgeblich zum vorzeitigen Klassenerhalt der Union St. Pölten bei. Nach der Saison 2018/19 beendete Schildhammer seine Karriere als Spieler.

### Als Trainer
Für die Saison 2019/20 wurde der Linzer vom UHC Hollabrunn als Co-Trainer der Damenmannschaft verpflichtet. Anschließend übernahm er das Traineramt der Frauenmannschaft von Union apg Korneuburg. In der Saison 2020/21 holte er sich dort ungeschlagen den Meistertitel in der Bundesliga und stieg mit seinen Korneuburger Damen in die höchste Liga Österreichs – die WHA Meisterliga – auf. In der Spielzeit 2023/24 trainierte Schildhammer die Herrenmannschaft des Zweitligisten WAT Fünfhaus. Im Juli 2024 übernahm er den deutschen Verein HSG Bad Wildungen, deren Damenmannschaft in der 2. Bundesliga antritt. Vier Spieltage vor Ende der Saison 2024/25 trennte sich die HSG Bad Wildungen von ihm.

## Erfolge

### Spieler
- Handballclub Fivers Margareten
  - 1× Österreichischer Meister 2010/11

### Trainer
- Union Korneuburg Damen
  - Meister in der Bundesliga 2020/21

## HLA-Bilanz
| Saison    | Verein                         | Spielklasse | Tore | 7-Meter | Feldtore |
| --------- | ------------------------------ | ----------- | ---- | ------- | -------- |
| 2009/10   | HC Linz AG                     | HLA         | 0    | 0/0     | 0        |
| 2010/11   | Handballclub Fivers Margareten | HLA         | 7    | 0/0     | 7        |
| 2013/14   | Union Leoben                   | HLA         | 28   | 0/0     | 28       |
| 2014/15   | Union Leoben                   | HLA         | 0    | 0/0     | 0        |
| 2009–2015 | gesamt                         | HLA         | 35   | 0/0     | 35       |